# Liste der Aussichtstürme im Kanton St. Gallen
Die folgende Liste von Aussichtstürmen enthält Bauwerke des Kantons St. Gallen, welche über für den Publikumsverkehr zugängliche Aussichtsmöglichkeiten verfügen.
| Bild                                      | Name des Turms                            | Gemeinde            | Baujahr | Gesamthöhe | Plattformhöhe | Bauwerkstyp | ZoomViewer Panoramabild |
| ----------------------------------------- | ----------------------------------------- | ------------------- | ------- | ---------- | ------------- | ----------- | ----------------------- |
| Beobachtungsturm Bannriet                 | Bannriet Beobachtungsturm                 | Altstätten/Oberriet | 2003    | 13 m       |               | Holz        |                         |
| Bisenwäldeli Vogelbeobachtungsturm        | Bisenwäldeli Vogelbeobachtungsturm        | Thal                | 2018    | 6 m        | 6 m           | Holz        |                         |
| Aussichtsplattform Grabser Rosshag        | Aussichtsplattform Grabser Rosshag        | Grabs               | 2021    | 4 m        | 2,5 m         | Holz        |                         |
| Joner Allmeind Beobachtungsturm           | Joner Allmeind Beobachtungsturm           | Rapperswil-Jona     |         | 6 m        | 3 m           | Holz        |                         |
| Beobachtungsturm Kaltbrunner Ried (gross) | Kaltbrunner Ried Beobachtungsturm (gross) | Kaltbrunn           | 1963    | 10 m       |               | Holz        |                         |
| Beobachtungsturm Kaltbrunner Ried (klein) | Kaltbrunner Ried Beobachtungsturm (klein) | Uznach              |         | 5 m        |               | Holz        |                         |
| Beobachtungsturm Kiesfang Vilters         | Vilters Kiesfang Beobachtungsturm         | Vilters-Wangs       | 2018    | 5 m        | 2,5 m         | Holz        |                         |
| Wiler Turm                                | Wiler Turm                                | Wil                 | 2006    | 38 m       | 34 m          | Holz        |                         |
| Züriseekänzeli                            | Züriseekänzeli                            | Rapperswil-Jona     |         | 4 m        | 2 m           | Holz        |                         |

Siehe auch: Liste von Aussichtstürmen in der Schweiz

## Weblink
- Atemlos atemberaubend: Ostschweizer Aussichtstürme: bei Sirnach, Kreuzlingen, Thundorf, Amriswil, Wil, Altstätten, Kaltbrunn